# Sansevieria perrotii
Dracaena perrotii (Sansevieria perrotii) es una especie de Dracaena (Sansevieria) perteneciente a la familia de las asparagáceas, originaria de África.
Ahora se la ha incluido en el gen de Dracaena debido a los estudios moleculares de su filogenia

## Descripción
Es una planta herbácea geófita de forma arbustiva; con rizomas subterráneos, de color blanco amarillento, muy fuertes y resistentes, con un crecimiento vertical a ± 20 a 30 cm de distancia de la planta madre; el tallo erecto, de color verde-amarillo, ± 30 a 50 cm de largo, 3-5 cm de diámetro, con distintos nodos a 2-3 cm de distancia, por lo general completamente cubierto en la base por las hojas, especialmente de plantas jóvenes. Las hojas son dísticas, erectas, 6-14 por planta, hasta 20 en las etapas juveniles, con la parte superior en forma de V, de 1 a 1.5 m de longitud, la anchura de hasta 3,5 (-5) cm, lisas, el ápice con una espina aguda dura, el margen de color rojo oscuro marrón, de hasta 2 mm de ancho, verde endurecido. La inflorescencia en una panícula con numerosas ramas, de 0,8-1,4 m de largo, 0.5-0.7 m de diámetro. El perianto con tubo de 0,3 cm de largo, de color gris verdoso con lóbulos de color marrón verdoso al amarillo fuera, verde por dentro, con una producción de néctar abundante. El fruto una baya de color amarillo anaranjado, poco carnosa.

## Distribución
Se distribuye por Kenia, Zaire y Tanzania.

## Taxonomía
Sansevieria perrotii fue descrita por Otto Warburg y publicado en Tropenpflanzer 1901: 190, en el año 1901.
Etimología
Sansevieria nombre genérico que debería ser "Sanseverinia" puesto que su descubridor, Vincenzo Petanga, de Nápoles, pretendía dárselo en conmemoración a Pietro Antonio Sanseverino, duque de Chiaromonte y fundador de un jardín de plantas exóticas en el sur de Italia. Sin embargo, el botánico sueco Thunberg que fue quien lo describió, lo denominó Sansevieria, en honor del militar, inventor y erudito napolitano Raimondo di Sangro (1710-1771), séptimo príncipe de Sansevero.
perrotii: epíteto otorgado en honor del botánico francés Émile C. Perrot (1867–1951).
Sinonimia
- Acyntha robusta (N.E.Br.) Chiov.
- Sansevieria ehrenbergii De Wild.
- Sansevieria robusta N.E.Br.[10]